# Diego Polenta
Diego Fabián Polenta Museti (Montevideo, 6 febbraio 1992) è un ex calciatore uruguaiano, di ruolo difensore.
Possiede la cittadinanza italiana.

## Caratteristiche tecniche
Difensore centrale mancino, in grado di disimpegnarsi anche sulla fascia sinistra, Polenta è in possesso di un'ottima tecnica di base, velocità e capacità di comandare la difesa. È anche in grado di giocare come centrocampista. Sovrappone un buon piede mancino per effettuare cross insidiosi. Pericoloso quando avanza, dispone anche di un buon tiro dalla distanza.
È stato definito il nuovo Paolo Montero, al quale lo accomunano ruolo e nazionalità.

## Carriera

### Club

#### Gli inizi in Uruguay e l'approdo al Genoa
È arrivato in Italia dopo una stagione giocata in Uruguay nel Danubio Montevideo.
Prelevato dal Genoa, gioca tre anni nella formazione Primavera vincendo il Campionato Primavera 2009-2010, andando anche a segno su rigore nella finale contro l'Empoli, una Coppa Italia Primavera e due Supercoppe.Esordisce in Serie A il 30 aprile 2011 in Napoli-Genoa (1-0), alla 35ª giornata di campionato.

#### Bari
Il 29 agosto 2011 viene ufficializzato il suo passaggio in prestito al Bari. Disputa una buona prima stagione, dove colleziona 17 presenze.
Il 22 agosto 2012 Genoa e Bari rinnovano l'accordo per il prestito per un'altra stagione. Il 1º dicembre sigla la sua prima rete da professionista contro il Sassuolo.
Il 27 maggio 2014 rinnova con il Genoa fino al 2019, anche se non convince l'allenatore Gian Piero Gasperini.

#### Nacional
Dopo tre anni trascorsi al Bari, torna in Uruguay in prestito al Nacional. Fa il suo esordio in campionato alla quarta giornata, in occasione della vittoria esterna per 3-1 contro l'altra squadra di Montevideo, il River Plate.
Con il Nacional disputa complessivamente 24 presenze in campionato ed una in Coppa Libertadores. A fine stagione rientra al Genoa per fine prestito, ma torna in Uruguay a titolo definitivo nella stagione successiva, in cambio del cartellino di Sebastián Gorga.

### Nazionale
Ex capitano della Nazionale uruguayana Under-15, con cui ha disputato il Campionato sudamericano Under-15 del 2007, è successivamente entrato nel giro della Nazionale Under-17, di cui è stato capitano al Campionato mondiale di calcio Under-17 2009 disputatosi in Nigeria, e dell'Under-18.
Nel 2011 ha preso parte sia al Sudamericano Under-20 che al Mondiale Under-20.
L'11 giugno 2012 viene inserito dal ct Óscar Tabárez nella lista dei 32 calciatori pre-convocati per i Giochi olimpici di Londra, venendo poi scelto per la rosa definitiva.

## Statistiche

### Presenze e reti nei club
Statistiche aggiornate al 22 febbraio 2017.
| Stagione        | Squadra         | Campionato      | Campionato | Campionato | Coppe nazionali | Coppe nazionali | Coppe nazionali | Coppe continentali | Coppe continentali | Coppe continentali | Altre coppe | Altre coppe | Altre coppe | Totale | Totale |
| Stagione        | Squadra         | Comp            | Pres       | Reti       | Comp            | Pres            | Reti            | Comp               | Pres               | Reti               | Comp        | Pres        | Reti        | Pres   | Reti   |
| --------------- | --------------- | --------------- | ---------- | ---------- | --------------- | --------------- | --------------- | ------------------ | ------------------ | ------------------ | ----------- | ----------- | ----------- | ------ | ------ |
| 2010-2011       | Genoa           | A               | 1          | 0          | CI              | 0               | 0               | -                  | -                  | -                  | -           | -           | -           | 1      | 0      |
| 2011-2012       | Bari            | B               | 17         | 0          | CI              | 0               | 0               | -                  | -                  | -                  | -           | -           | -           | 17     | 0      |
| 2012-2013       | Bari            | B               | 36         | 1          | CI              | 0               | 0               | -                  | -                  | -                  | -           | -           | -           | 36     | 1      |
| 2013-2014       | Bari            | B               | 30+3       | 3+1        | CI              | 0               | 0               | -                  | -                  | -                  | -           | -           | -           | 33     | 4      |
| Totale Bari     | Totale Bari     | Totale Bari     | 83+3       | 4+1        |                 | 0               | 0               |                    |                    |                    |             |             |             | 86     | 5      |
| 2014-2015       | Nacional        | PD              | 24+1       | 0          | -               | -               | -               | CL+CS              | 1+2                | 0                  | -           | -           | -           | 28     | 0      |
| 2015-2016       | Nacional        | PD              | 27         | 2          | -               | -               | -               | CL                 | 9                  | 0                  | -           | -           | -           | 36     | 2      |
| 2016            | Nacional        | PD              | 12         | 0          | -               | -               | -               | -                  | -                  | -                  | -           | -           | -           | 12     | 0      |
| 2017            | Nacional        | PD              | 1          | 0          | -               | -               | -               | -                  | -                  | -                  | -           | -           | -           | 1      | 0      |
| Totale Nacional | Totale Nacional | Totale Nacional | 64+1       | 2          |                 |                 |                 |                    | 12                 | 0                  |             |             |             | 77     | 2      |
| Totale carriera | Totale carriera | Totale carriera | 148+4      | 7          |                 | 0               | 0               |                    | 12                 | 0                  |             |             |             | 164    | 7      |

### Cronologia delle presenze e reti in nazionale
| Cronologia completa delle presenze e delle reti in nazionale ― Uruguay Olimpica | Cronologia completa delle presenze e delle reti in nazionale ― Uruguay Olimpica | Cronologia completa delle presenze e delle reti in nazionale ― Uruguay Olimpica | Cronologia completa delle presenze e delle reti in nazionale ― Uruguay Olimpica | Cronologia completa delle presenze e delle reti in nazionale ― Uruguay Olimpica | Cronologia completa delle presenze e delle reti in nazionale ― Uruguay Olimpica | Cronologia completa delle presenze e delle reti in nazionale ― Uruguay Olimpica | Cronologia completa delle presenze e delle reti in nazionale ― Uruguay Olimpica |
| Data                                                                            | Città                                                                           | In casa                                                                         | Risultato                                                                       | Ospiti                                                                          | Competizione                                                                    | Reti                                                                            | Note                                                                            |
| ------------------------------------------------------------------------------- | ------------------------------------------------------------------------------- | ------------------------------------------------------------------------------- | ------------------------------------------------------------------------------- | ------------------------------------------------------------------------------- | ------------------------------------------------------------------------------- | ------------------------------------------------------------------------------- | ------------------------------------------------------------------------------- |
| 12-7-2012                                                                       | Maldonado                                                                       | Uruguay Olimpica                                                                | 6 – 4                                                                           | Cile Olimpica                                                                   | Amichevole                                                                      | -                                                                               |                                                                                 |
| 26-7-2012                                                                       | Manchester                                                                      | Uruguay Olimpica                                                                | 2 – 1                                                                           | Emirati Arabi Uniti Olimpica                                                    | Olimpiadi 2012 - 1º turno                                                       | -                                                                               |                                                                                 |
| Totale                                                                          |                                                                                 | Presenze                                                                        | 1                                                                               |                                                                                 | Reti                                                                            | 0                                                                               |                                                                                 |

| Cronologia completa delle presenze e delle reti in nazionale ― Uruguay under 20 | Cronologia completa delle presenze e delle reti in nazionale ― Uruguay under 20 | Cronologia completa delle presenze e delle reti in nazionale ― Uruguay under 20 | Cronologia completa delle presenze e delle reti in nazionale ― Uruguay under 20 | Cronologia completa delle presenze e delle reti in nazionale ― Uruguay under 20 | Cronologia completa delle presenze e delle reti in nazionale ― Uruguay under 20 | Cronologia completa delle presenze e delle reti in nazionale ― Uruguay under 20 | Cronologia completa delle presenze e delle reti in nazionale ― Uruguay under 20 |
| Data                                                                            | Città                                                                           | In casa                                                                         | Risultato                                                                       | Ospiti                                                                          | Competizione                                                                    | Reti                                                                            | Note                                                                            |
| ------------------------------------------------------------------------------- | ------------------------------------------------------------------------------- | ------------------------------------------------------------------------------- | ------------------------------------------------------------------------------- | ------------------------------------------------------------------------------- | ------------------------------------------------------------------------------- | ------------------------------------------------------------------------------- | ------------------------------------------------------------------------------- |
| 16-1-2011                                                                       | Arequipa                                                                        | Argentina under 20                                                              | 2 – 1                                                                           | Uruguay under 20                                                                | Sudamericano Under-20 2011                                                      | 1                                                                               |                                                                                 |
| 19-1-2011                                                                       | Arequipa                                                                        | Venezuela under 20                                                              | 1 – 1                                                                           | Uruguay under 20                                                                | Sudamericano Under-20 2011                                                      | -                                                                               |                                                                                 |
| 22-1-2011                                                                       | Arequipa                                                                        | Cile under 20                                                                   | 0 – 4                                                                           | Uruguay under 20                                                                | Sudamericano Under-20 2011                                                      | 1                                                                               |                                                                                 |
| 27-1-2011                                                                       | Arequipa                                                                        | Perù under 20                                                                   | 1 – 0                                                                           | Uruguay under 20                                                                | Sudamericano Under-20 2011                                                      | -                                                                               |                                                                                 |
| 13-7-2011                                                                       | Trinidad                                                                        | Uruguay under 20                                                                | 2 – 0                                                                           | Guatemala under 20                                                              | Amichevole                                                                      | 1                                                                               |                                                                                 |
| 31-7-2011                                                                       | Cali                                                                            | Portogallo under 20                                                             | 0 – 0                                                                           | Uruguay under 20                                                                | Mondiali Under-20 2011 - 1º turno                                               | -                                                                               |                                                                                 |
| 3-8-2011                                                                        | Cali                                                                            | Uruguay under 20                                                                | 1 – 1                                                                           | Nuova Zelanda under 20                                                          | Mondiali Under-20 2011 - 1º turno                                               | -                                                                               |                                                                                 |
| 6-8-2011                                                                        | Bogotà                                                                          | Uruguay under 20                                                                | 0 – 1                                                                           | Camerun under 20                                                                | Mondiali Under-20 2011 - 1º turno                                               | -                                                                               |                                                                                 |
| Totale                                                                          |                                                                                 | Presenze                                                                        | 8                                                                               |                                                                                 | Reti                                                                            | 3                                                                               |                                                                                 |

## Palmarès

### Competizioni giovanili
- Coppa Italia Primavera: 1

Genoa: 2008-2009
- Supercoppa Primavera: 2

Genoa: 2009, 2010
- Campionato Primavera: 1

Genoa: 2009-2010

### Competizioni nazionali
- Campionato uruguaiano: 2

Nacional: 2014-2015, 2016
- Supercopa Uruguaya: 1

Nacional: 2025